# Berliner Eishockeymeisterschaft 1910/11
An der zweiten Berliner Eishockeymeisterschaft, die in der Saison 1910/11 ausgespielt wurde, nahmen sieben Mannschaften teil. Meister wurde überraschend der BFC Preussen, der im Finale den führenden deutschen Eishockeyclub, den Berliner Schlittschuhclub, besiegte.

## Viertelfinale
Der SC Charlottenburg erhielt ein Freilos.
| 13. November 1910 | Berliner Sport-Club | 9:1 | SC Komet Berlin | Berliner Eispalast, Berlin |

| 13. November 1910 | BFC Preussen | 4:2 | Berliner HC | Berliner Eispalast, Berlin |

| 29. November 1910 | Berliner Schlittschuhclub | 8:0 | BTuFC Britannia | Berliner Eispalast, Berlin |

## Halbfinale
|  | Berliner Schlittschuhclub | 6:0 | SC Charlottenburg | Berliner Eispalast, Berlin |

| 6. Dezember 1910 | BFC Preussen | 8:0 | Berliner Sport-Club | Berliner Eispalast, Berlin |

## Finale
| 21. Januar 1912 | Berliner Schlittschuhclub | 1:2 (1:1, 0:1) | BFC Preussen | Berliner Eispalast, Berlin |

Das Finale wurde von einem Fußballschiedsrichter geleitet, der mit den Regeln des Eishockeys nicht gut vertraut war. Daher dauert die erste Hälfte 15 Minuten, die zweite 20 Minuten. Der Schlittschuhclub monierte, dass der Schiedsrichter ein Tor des BSC aberkannte, nachdem er es zuvor gegeben hatte, andererseits den Preussen ein Tor gegeben habe, obwohl die Scheibe die Torlinie nicht überschritten hatte. Das folgende Schiedsverfahren änderte aber nichts am Ergebnis.